# エドワード・ホーク (初代ホーク男爵)
初代ホーク男爵エドワード・ホーク（英語: Edward Hawke, 1st Baron Hawke、1705年2月21日 - 1781年10月16日）は、イギリス海軍の提督で、バス勲爵士、枢密官である。七年戦争中に起こったキブロン湾の海戦で、イギリス侵入をもくろむフランス海軍を撃破したことで有名である。それ以前の1747年にも、第二次フィニステレ岬の海戦で活躍している。「戦う士官」の名声を得て、軍人としての経歴を輝かしいものとしたが、一方で多くの政敵を作ることにもなった。七年戦争を通じて、フランスの海岸で絶え間なく封鎖を続け、西方戦隊（Western Squadron）の発想を発展させた。
1766年から1771年までの5年間、第一海軍卿をつとめた。この職に在任中、1770年のフォークランド危機の動員の指揮を執っている。

## 海軍への入隊
ホークは1705年ロンドンに、弁護士の一人息子として生まれた。母方のおじに、庶民院議員のマーティン・ブレイデン大佐がいた。1720年海軍に士官候補生として入隊し、1725年に海尉としての試験に合格したが、平時であったため現役の指揮官が少なく、士官として初めて乗艦したのは1729年だった。その後、ホークはとんとん拍子に出世し、1734年には艦長に昇進した。しかし翌年には半給待遇となり、1739年にジェンキンスの耳の戦争が起こるまで、海に出ることはなかった。オーストリア継承戦争の勃発により、戦線に復帰したホークは、イギリスの商船隊の護衛艦隊としての、カリブ海の航海をそつなくやってのけた。しかし、護送を任されたということは、彼がポルトベロの戦いに参戦していなかったことをも意味していた。
1737年、キャサリン・ブルックと結婚した。キャサリンの家は裕福で、このおかげでホークは後に庶民院議員にも出馬できた。その当時の票は、おおっぴらに金によって動いていたからである。

### トゥーロンの戦い

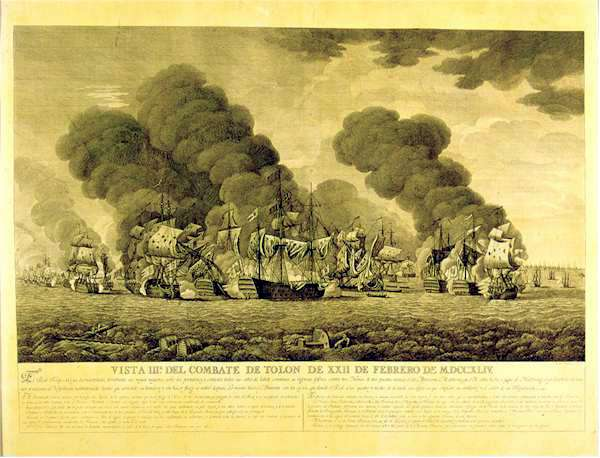
トゥーロンの海戦（銅版画）

オーストリア継承戦争中、ホークが初めて戦場に出たのはトゥーロンの海戦でだった。ホークはこの戦いでいくらかの名誉を得たが、戦闘そのものは極端に混乱した。イギリス軍は負けなかったが、交戦状態になかった多くの艦隊が好機を逃して、総合的にフランスとスペインの連合軍に完勝することができず、多くの軍法会議が開かれる結果となった。ホークの艦は、この戦いで唯一、スペイン艦ポデルをどうにか拿捕したが、後にこの艦はフランス軍により破壊された。
この好機を逃したのは、イギリス海軍が、戦列を組めていないにもかかわらず交戦せざるを得なかったため、指揮官のトマス・マシューズ自らが戦列を離脱したのが一因だった。これには、マシューズと仲たがいしていた次席指揮官、リチャード・レストックがわざと戦列に入るのを遅らせたからと言われているが、レストックは逆にマシューズの艦隊運用のまずさを告発し、このためマシューズは、最終的に辞職に追い込まれた。

### フィニステレ岬の戦い
トゥーロンの戦いで名を挙げたにもかかわらず、その後3年間、ホークにはほとんど好機が与えられなかった。しかし1747年に少将に昇進し、ピーター・ウォーレンの代理として、西方戦隊の指揮官となった。ホークは、乗組員の行動を改善すべくに多大な努力をし、彼らにプライドと愛国の精神を叩きこんだ。西方戦隊は、ドーバー海峡に沿ったフランスの港の監視を目的として設立され、ホークの前任指揮官であるジョージ・アンソンは、うまくフランスの対岸を封じ込め、1747年の5月に第一次フィニステレ岬の海戦で、フランスの港を出た護送艦隊を攻撃し、勝利を収めた。
イギリス軍は今まさに、西インド諸島からの護送艦隊がドーバー海峡に入ってくるとの知らせを受け取った。ホークは艦隊を連れて、フランス軍の到着の待機に入った。1747年の10月、ホークは第二次フィニステル岬の戦いで、ビスケー湾でフランス艦隊のうち6隻を拿捕し、その後戦争が終わるまでに、ドーバー海峡をほぼイギリス軍の手中に収めた、これは、アンソンのかつての勝利に加えられた偉業だった。一方でこれはフランス経済にとって大きな痛手であり、これによってイギリスはアーヘンの和約で、納得が行く和平交渉を進められた。
この時期を得た勝利が認められ、ホークはバス勲章を受章した。これは、決して大盤振る舞いによる叙勲ではなかった。

### オーストリア継承戦争後
平和な時代となり、戦闘の機会は突然終焉を告げた。1747年、ホークは庶民院議員に、海軍の町ポーツマスから出馬して当選し、これがその後30年間に及ぶ議員生活の幕開けとなった。しかし1748年から1752年の4年間は、ほとんどをイギリスで指揮官として過ごし、1755年に再び西方戦隊に戻った。この時期、北アメリカの英仏両植民地での戦闘がすでに始まっていたのである。アーヘンの和約は単に休戦時期が延長されただけだと多くの人が思っており、おそらく戦争は再開されるだろうと広く予測されていた。北アメリカでは、イギリスとフランスが、オハイオカントリーの支配をめぐって衝突し、1754年に向けて戦闘が激化して行った。

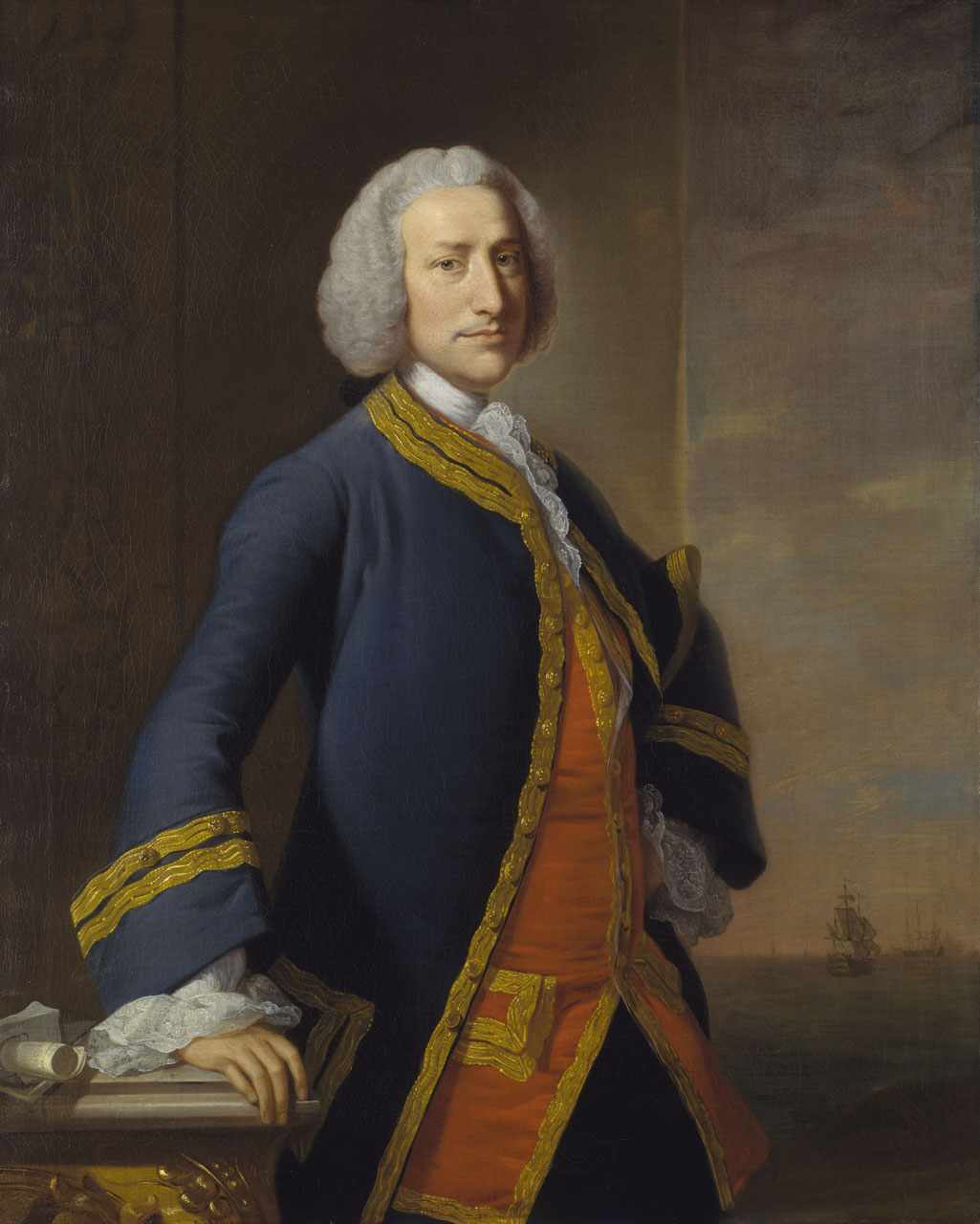
海軍卿ジョージ・アンソン

ホークは第一海軍卿のアンソンとは不仲だった。しかし両者とも、将来的なフランスとの戦争の経費の見積もりで、共通した見解を持っていた。人間的には合わなかったが、アンソンはホークに大きな敬意を払っていた。それはホークが提督であるからで、アンソンは海軍本部（アドミラルティ）での地位をホークに譲ろうとしていたが、これは成功しなかった。

## 七年戦争
フランスとの戦争が再開される雲行きとなり、ホークは西方戦隊の活動を再開するように命令を受けた。それに続いて、フランス沖に出て、フランスの港へ戻る艦を妨害するようにとの命令も受けた。ホークはこの妨害工作をうまくやってのけ、イギリス海軍はその時期で300隻以上の商船を拿捕した。
北アメリカで1753年にデュケーヌ砦が作られたことに端を発し、ヴァージニア植民地が軍事行動に出て、フレンチ・インディアン戦争が勃発した。翌1754年にヨーロッパではニューカッスル公爵トマス・ペラム＝ホールズの政権ができ、北アメリカの戦況が伝わっていたが、ペラス＝ホールズ政権はヨーロッパ重視策で、ロシアと同盟して、国王ジョージ2世の出身国であるハノーファーの安全保障に出た。これがもとで、ヨーロッパ各国の間で同盟と敵対が表面化し、英仏は再び敵対し、フランスがミノルカへ侵攻する事態を招いた。

### ミノルカの陥落
1756年、ホークはジョン・ビングの代わりに指揮を執るため、地中海に派遣された。ビングは、ミノルカの戦いに続くミノルカの包囲で動きが取れなくなり、イギリスに戻されて裁判を受け、後に処刑された。同じ年、ミノルカがに陥落するのとほぼ同時に、ホークが攻撃するであろうことを想定して、フランス艦隊はトゥーロンへ退却した。一旦ミノルカを退いたホークは、島の周囲が包囲されていることに気づいたが、その状況を覆すすべがなかった。このためホークは、ジブラルタルから連れてきた部隊を上陸させないことに決めた。
ホークはミノルカとマルセイユの沖を航行して3か月を過ごし、その後イギリスへ戻って、ビングの裁判で証言を行った。この証言の後、ビングの支持者からホークは批判された。彼のミノルカやトゥーロンでの行動に進展が見られなかったからだった。

### ロシュフォール遠征

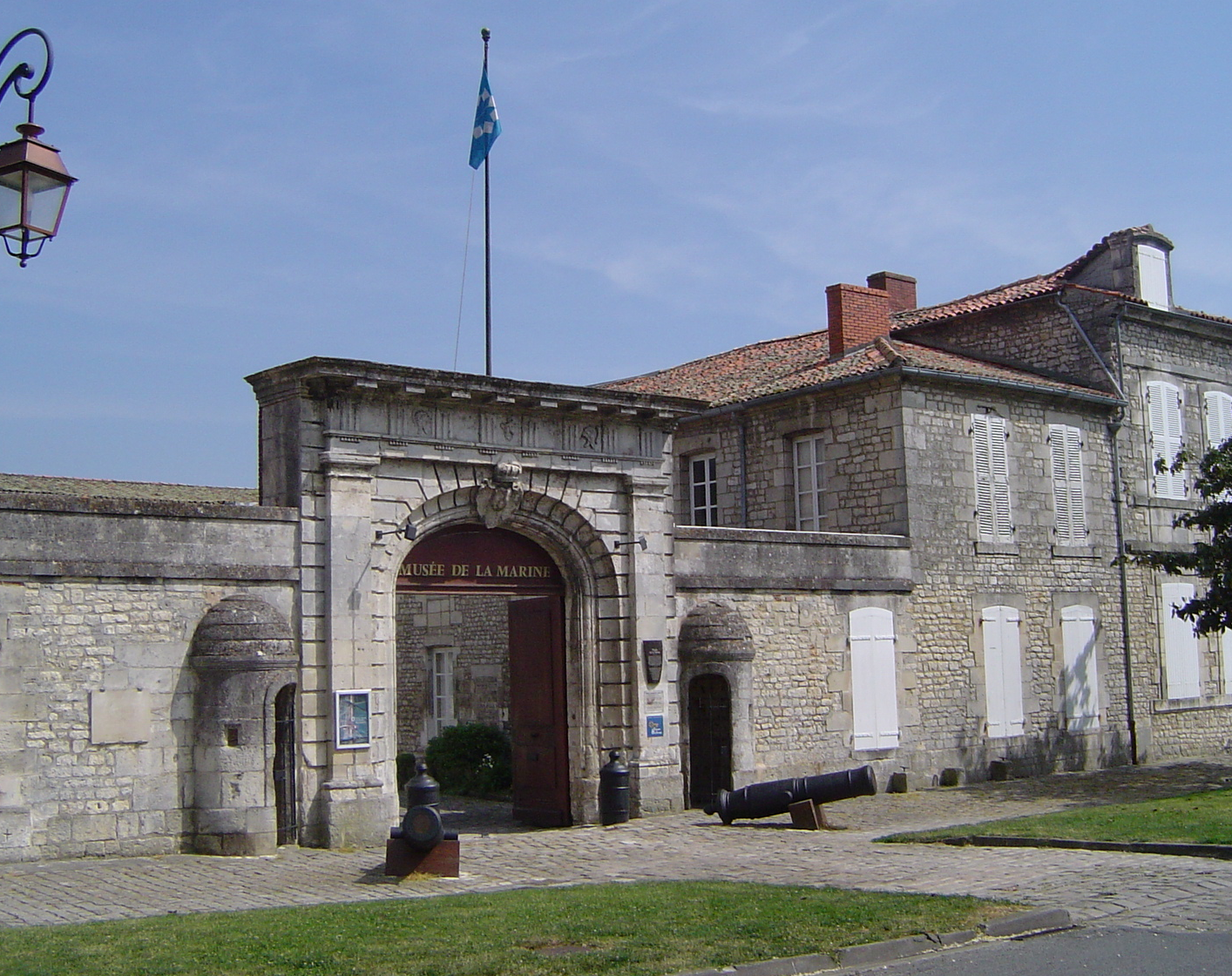
ロシュフォールの海事博物館

1757年、ホークはロシュフォールを封鎖し、その年の暮れに向けて、フランス沿岸に上陸予定の大軍勢の護衛をするように命じられた。これは、フランスの戦功を損なうために町を襲撃させるもので、そうすることにより、プロシャやハノーファーを攻撃させるためドイツに送る兵士を、自国の海岸線の防御に使わざるを得ないようにするためだった。
ホークはこの遠征には任務に真剣に取り組んではいたが、何ら期待しておらず、この遠征を成功させるために、士官たちをいつもに増して鼓舞することもしなかった。遠征軍は11月にロシュフォール沖に着いた。沖合のデクス島を急襲した後、陸軍の指揮官であるジョン・モードウントは本土への前進を前にためらった。陸軍によるロシュフォール攻略するのは可能であるという、ジェームズ・ウルフ大佐の報告にもかかわらず、モードウントは攻撃すべきか否かを迷っていた。

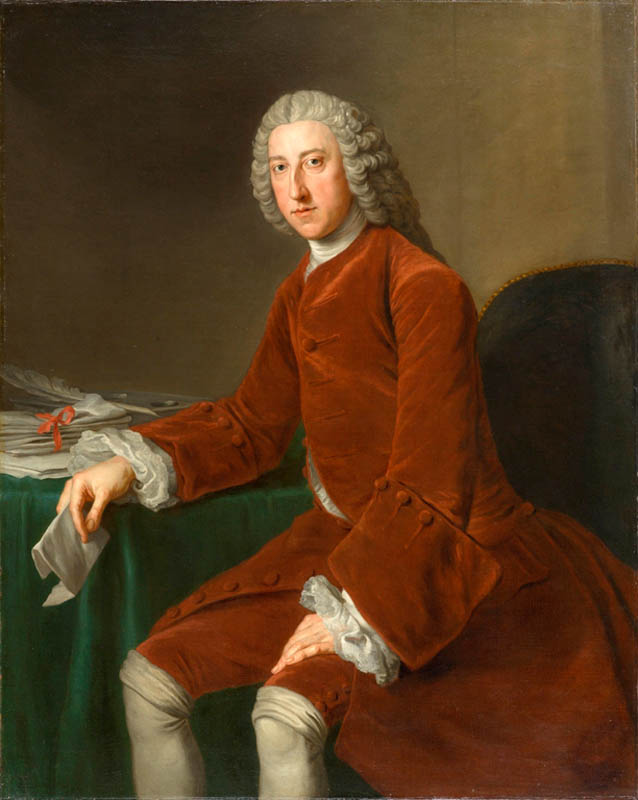
ウィリアム・ピット

ホークはそこで最後通牒を出した－陸軍は即座に攻撃しないのであれば、イギリスにこのまま戻ると告げたのだ。彼の艦隊は西インド諸島から本国へ戻る船団を護衛する必要があり、ロシュフォール沖に漠然と腰を下ろしているだけの余裕はなかった。陸軍士官の意見も同じだった。結局フランスに何の軍事行動も起こさないまま、遠征軍はポーツマスへ戻り、これは国務卿ウィリアム・ピットをひどく怒らせた。この遠征だけで100万ポンドも経費が掛かっていたのである。モードウントは後に裁判にかけられ、最高指揮官への返り咲きは不可能となった。また、ホークも国民の非難を浴びた。

### 1758年
イギリスのヨーロッパ戦線における戦いはぱっとしなかった。ロシュフォール遠征に加えて、フランス陸軍を抑制する作戦として、シェルブール、サン・マロへの遠征も行われたが、悪天候や疫病に悩まされ、また、さしたる目的もなく行われたこともあり、戦果は挙げられなかった。その後再びサン・マロに遠征したが、フランス軍の待ち伏せに遭い、多くの兵を失って撤退した。
1758年、ホークは半年にわたりブレストの封鎖を指揮した。同じ年の5月、ホークはハウとの共同作戦を任されたが、この時期のホークは、アドミラルティとの関係がよくなく、任務を途中放棄したため、アドミラル・ボードから放棄せず続けるようにと説得された。アドミラル・ボードの委員たちは、ホークがどういう人物であるかをわきまえていた。この年の6月、ホークは健康上の理由で一旦戦列を退いたが、翌1759年の5月には現場に復帰した。

### キブロン湾の戦い

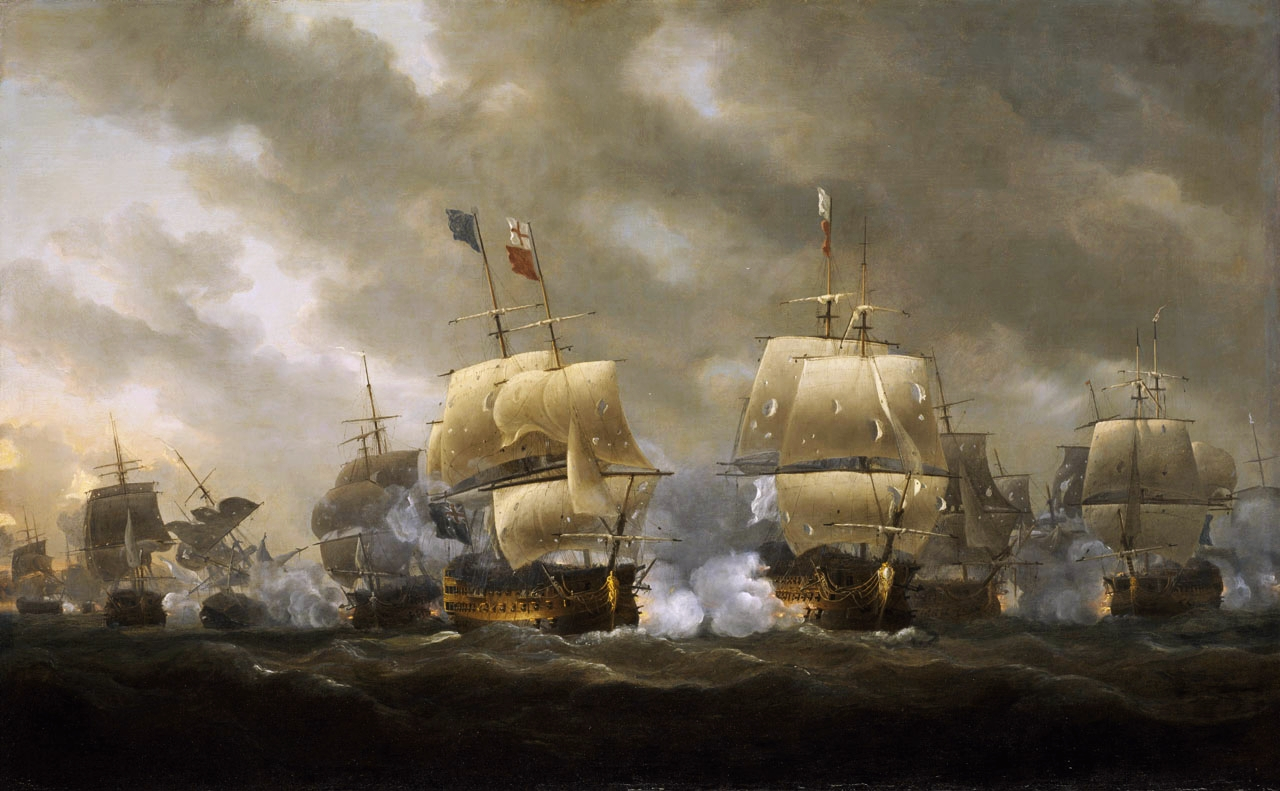
キブロン湾の海戦

フランスはイギリス本土への侵攻を開始した。ブレスト封鎖中であったが、ホークは一旦イギリス南部のトーベイに去り、この機を狙っていたブレスト艦隊指揮官のコンフランが11月4日に艦隊を出動させた。このフランス艦隊を、イギリス艦隊次席指揮官ロバート・ダフが追跡し、ホークは艦隊をキブロン湾に向けた。荒天の中、追跡が行われ、フランスの砲撃を皮切りに、両艦隊の間で激しい戦闘が繰り広げられた。結局この戦いでイギリスは戦列艦2隻を失ったが、死傷者は300人程度だった。その逆にフランスは、数多くの死傷者を出し、また艦隊の損害も大きかった。何よりも、この敗北により、フランスは士気をくじかれてしまった。ホークは後に年額2000ポンドの恩給を支給されている。一方、やはりイギリス海軍の指揮官であるエドワード・ボスコーエンもラゴスの戦いでフランス海軍に完勝し、この2つの戦いで、英仏の七年戦争とフレンチ・インディアン戦争は実質終わりを告げた。
フランスの艦隊をうまくドーバー海峡から撃退して、戦争終結までの戦闘も無くなったものの、ホークはもっと全面的な勝利が確約されなかったことに失望していた。彼は、日没があと2時間遅かったら、すべての艦隊を撃破することができたと断言した。

### フランス沿岸部の封鎖

キブロン湾の海戦の地図。赤がイギリス、青がフランスの針路。

キブロン湾の戦いにより、フランスの、ブリテン諸島への大々的な侵攻の夢は、とりあえずは失われた。にもかかわらず、フランスは、戦争集結までの侵攻の希望を抱き続けており、それがイギリスのフランス沿岸の封鎖に拍車をかけた。これによってフランスの貿易は干上がり、フランス経済を一層弱体化した。イギリスで一旦仕事をした後、ホークはブレスト沖の封鎖の指揮を執るためフランスに戻った。その時、イギリスはダンケルクからマルセイユまで、フランスの沿岸を事実上封鎖し尽くしていた。ホークはヴィレーヌ川に追い込まれた時、残りのフランスの軍艦を破壊しようとして火船を送ったが、この目的は達成されなかった。またホークは上陸策を練り、半島を包囲して敵艦を攻撃しようとした。しかしこれらは放棄せざるを得なかった、ピットからより大規模な遠征の命令が届いたからだった。

### ベル島の攻略と対スペイン戦

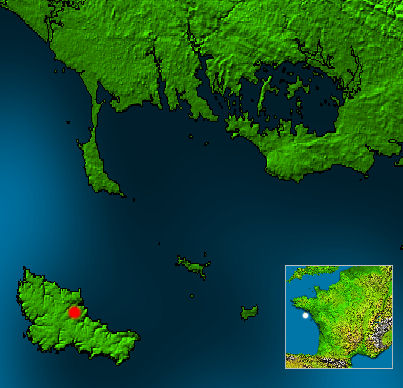
地図の下に見えるのがベル島、キブロン湾の近くにある。

フランスの足元を崩す試みとして、ピットはブルターニュ半島の沖にあるベル島を包囲する案を思いつき、海軍にそのための遠征準備を整えるよう指示した。ホークはアンソンへの手紙で、この案への反対を明らかにした、これは後に広く流布されることになった。ピットはこれに対して激高し、ホークが自分の職権を踏み越えたと考えた。それでもなおピットはベル島への遠征への準備を迫った。1761年4月、最初の襲撃は撃退されて完敗したが、援軍により、イギリスは6月にベル島を手中に収めることができた。
このベル島の攻略により、ピットは新たな勝利を得て、フランス国民は、イギリスに地中海の島を取られたことで大いに士気が下がった。しかし、この攻略での戦術の有用性に対するホークの批判も裏付けられた。フランス沿岸へのさらなる襲撃には、使える戦術ではなかった。フランスは敗戦を特に気にかけず、七年戦争後の和平交渉でイギリスに、この島と交換したいものはない、お望みならばイギリスが持っていてよろしいと伝えた 。
後にフランス、スペインが同族同盟を締結してイギリスに宣戦した。これはジョージ3世によって却下されたが、結局は両陣営の対戦となり、この時はポーコックの艦隊が主戦力となったが、この戦争では損害が大きかった。また、やはり戦場となったインドにおいてはすでに敵がいなかったため、イギリスはマニラ沖に艦隊を進め、スペイン領であったフィリピンの攻略に成功した。

## 第一海軍卿就任

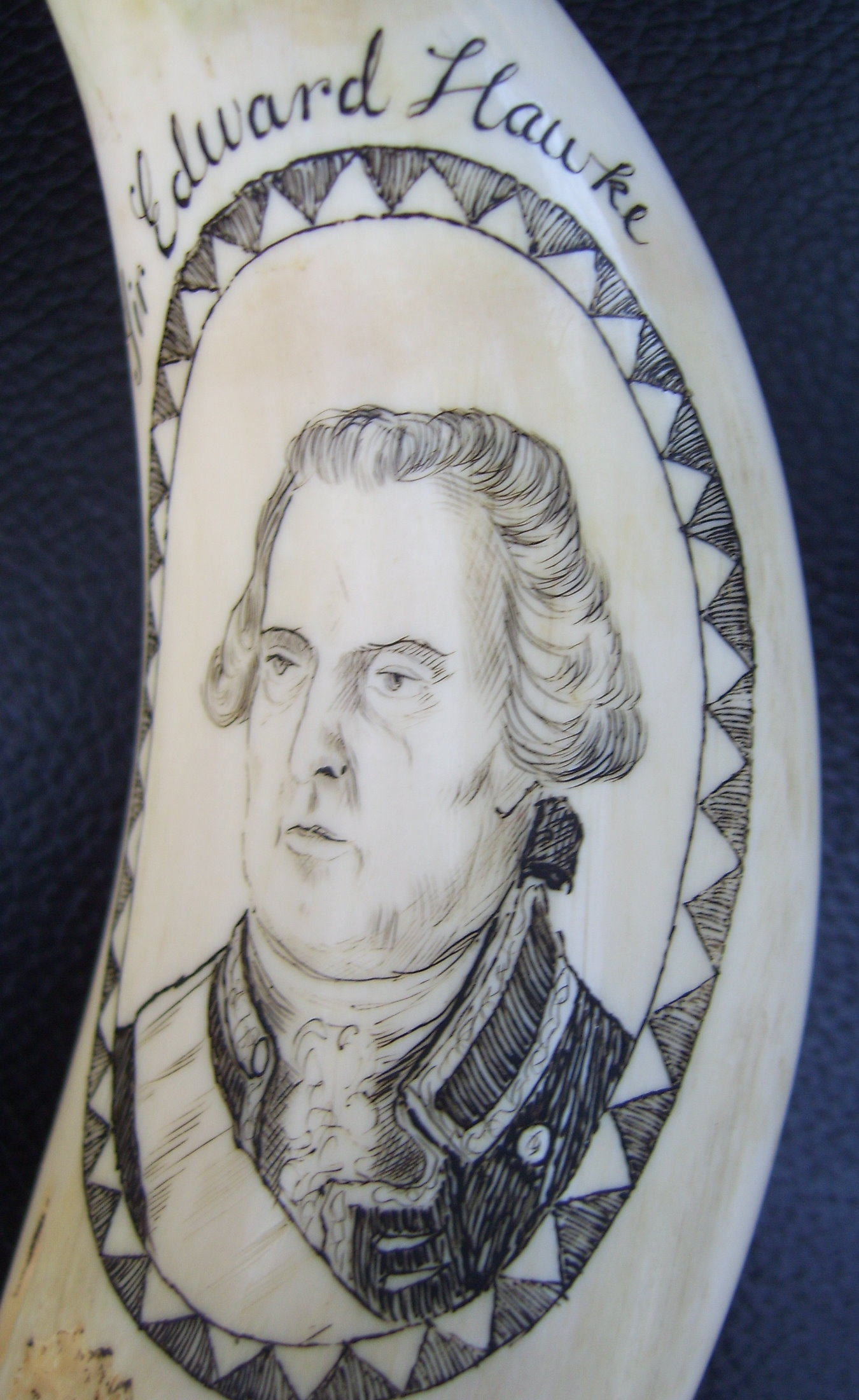
セイウチの牙の複製に描かれたホークの肖像

ホークはその後現役を退き、1765年11月にグレートブリテン王国海軍中将の名誉称号を得て、1766年12月に、第一海軍卿となった。ホークが政府を政略面から高めたことはほとんどなかったが、海事に関する知識を買われて第一海軍卿に任用された。海軍士官としての経験は信用に値するもので、この点で彼の右に出る者はいなかった。また、任期中、ホークは海軍の出費を自らの支配下に置いた。
フォークランド危機から僅かばかり後の、1771年1月に第一海軍卿を退任した後はジョン・モンタギューが第一海軍卿を継いだ 。また同じ1766年には枢密官となった。

## 引退と伝説

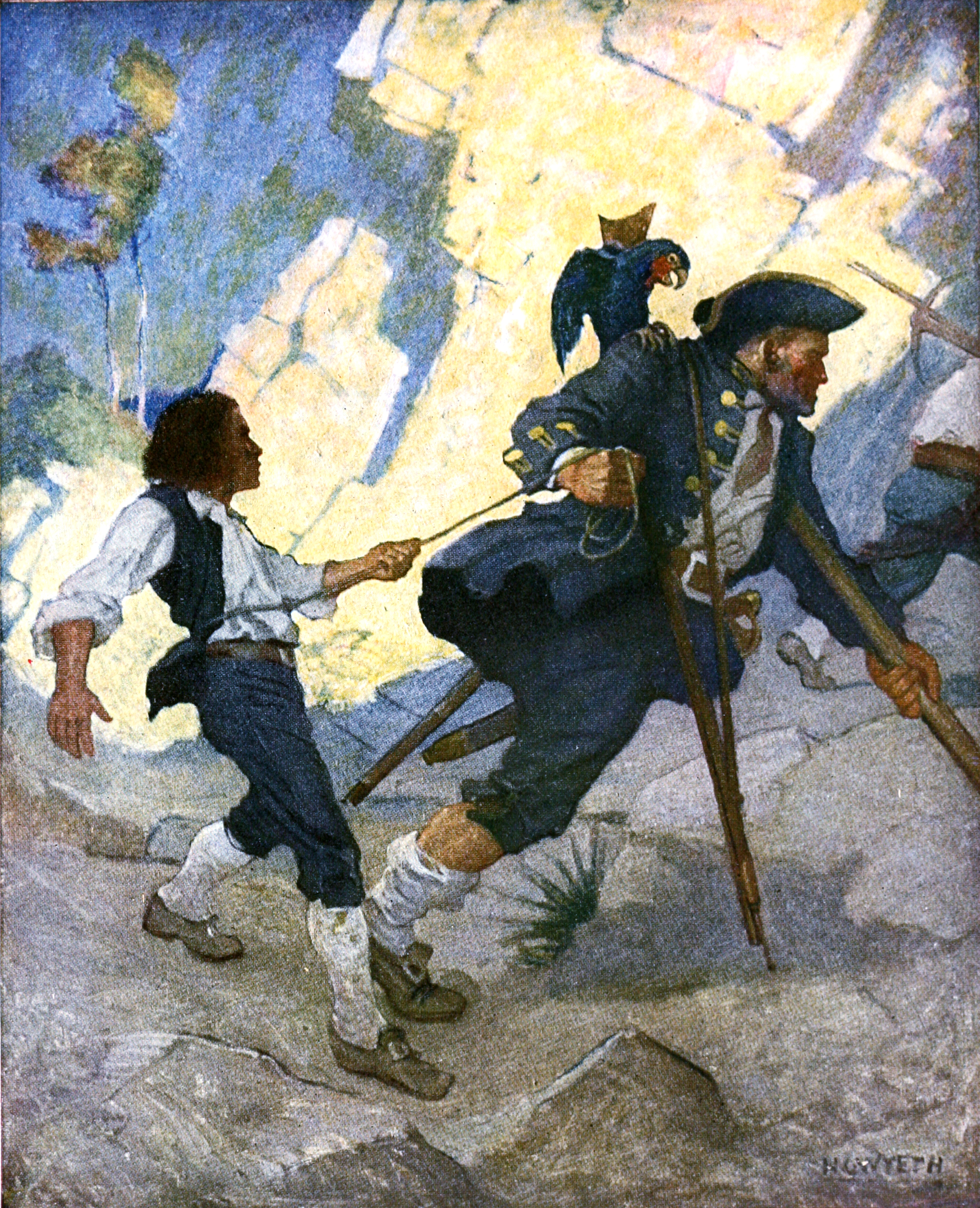
『宝島』のジョン・シルバー（右）

1776年、ホークは初代ホーク男爵に叙せられた。晩年はサザンプトンの近くのサワスリングに住んだが、死去したのはサンバリー・オン・テムズだった。スワスリングの近くの聖ニコラス教会には、キブロン湾の戦いを描写したホークの記念碑がある。
ホークはまた、ロバート・ルイス・スティーヴンソンの小説『宝島』にも登場する。ホークの下で働いていたという設定のジョン・シルバーはこの中で、自分の片脚について「不死身のホーク提督が指揮する戦争で、こいつを失った」と言っている。

### ホークの名を冠した地名と組織名
地名
- ホーク岬 オーストラリア、ニューサウスウェールズ州[43]
- ホーク湾 ニュージーランド[44]
- ホークス・ベイ地方 ホークス湾に隣接したニュージーランドの自治体[44]
- ホークス・ベイ　カナダ、ニューファンドランド・ラブラドール州[45]

組織名
- ホーク・シー・スカウツ（Hawke Sea Scouts）[46]息子マーティンにより、ホークの名の使用が許可された。
- ロイヤル・グリニッジ・ホスピタルの宿舎にはホークの名が冠せられている[47]